# Osasco Voleibol Clube 2020-2021
Questa voce raccoglie le informazioni riguardanti l'Osasco Voleibol Clube nella stagione 2020-2021.

## Stagione
L'Osasco Voleibol Clube partecipa gioca nell'annata 2020-21 col nome sponsorizzato Osasco São Cristóvão Saúde.
Chiude la regular season di Superliga Série A al secondo posto, qualificandosi per i play-off scudetto, dove viene eliminato in semifinale dal Praia Clube, ottenendo un terzo posto finale.
Partecipa inoltre alla Coppa del Brasile, dove elimina ai quarti di finale il Paranaense, prima di essere a sua volta eliminato in semifinale, sempre dal club di Uberlândia.
In ambito statale conquista il suo settimo Campionato Paulista grazie alla vittoria in finale contro il Bauru.

## Organigramma societario
Area direttiva
- Presidente: Cláudio Sérgio da Silva

Area tecnica
- Allenatore: Luizomar de Moura
- Secondo allenatore: Jefferson Arosti, Spencer Lee
- Preparatore atletico: Marcelo Vitorino de Souza

Area sanitaria
- Medico: Tiago Fruges Ferreira
- Fisioterapista: Thiago Menezes Lessa Moreira

## Rosa
| N° | Nome                  | Ruolo | Data di nascita  | Nazionalità sportiva |
| -- | --------------------- | ----- | ---------------- | -------------------- |
| 2  | Ana Clara Medina      | S     | 8 giugno 2000    | Brasile              |
| 3  | Naiane Rios           | P     | 29 novembre 1994 | Brasile              |
| 4  | Karine Schossler      | O     | 13 aprile 2000   | Brasile              |
| 5  | Amanda Rodrigues      | P     | 16 luglio 1998   | Brasile              |
| 6  | Érica Lima            | L     | 21 maggio 1996   | Brasile              |
| 8  | Jaqueline de Carvalho | S     | 31 dicembre 1983 | Brasile              |
| 10 | Tainara Santos        | S     | 9 marzo 2000     | Brasile              |
| 11 | Mayany de Souza       | C     | 24 novembre 1996 | Brasile              |
| 12 | Roberta Ratzke        | P     | 28 aprile 1990   | Brasile              |
| 13 | Karyna Malachias      | C     | 26 ottobre 1999  | Brasile              |
| 14 | Gabriela Cândido      | S     | 22 maggio 1996   | Brasile              |
| 15 | Camila Barbosa        | C     | 17 gennaio 1988  | Brasile              |
| 16 | Tandara Caixeta       | O     | 30 ottobre 1988  | Brasile              |
| 17 | Sonaly Cidrão         | S     | 20 giugno 1993   | Brasile              |
| 18 | Camila Brait          | L     | 28 ottobre 1988  | Brasile              |
| 20 | Ana Beatriz Corrêa    | C     | 7 febbraio 1992  | Brasile              |

## Statistiche

### Statistiche di squadra
| Competizione      | Punti | In casa | In casa | In casa | In trasferta | In trasferta | In trasferta | Totale | Totale | Totale |
| Competizione      | Punti | G       | V       | P       | G            | V            | P            | G      | V      | P      |
| ----------------- | ----- | ------- | ------- | ------- | ------------ | ------------ | ------------ | ------ | ------ | ------ |
| Superliga Série A | 50    | 12      | 9       | 3       | 12           | 10           | 2            | 26     | 19     | 7      |
| Coppa del Brasile | -     | 1       | 1       | 0       | 0            | 0            | 0            | 2      | 1      | 1      |
| Totale            | -     | 13      | 10      | 3       | 12           | 10           | 2            | 28     | 20     | 8      |

### Statistiche dei giocatori
| Giocatrice     | Superliga Série A | Superliga Série A | Superliga Série A | Superliga Série A | Superliga Série A |
| Giocatrice     | P                 | PT                | AV                | MV                | BV                |
| -------------- | ----------------- | ----------------- | ----------------- | ----------------- | ----------------- |
| C. Barbosa     | 13                | 68                | 42                | 22                | 4                 |
| C. Brait       | 25                | 0                 | 0                 | 0                 | 0                 |
| T. Caixeta     | 23                | 409               | 351               | 37                | 21                |
| G. Cândido     | 22                | 228               | 198               | 18                | 12                |
| S. Cidrão      | 8                 | 16                | 13                | 0                 | 3                 |
| A.B. Corrêa    | 21                | 182               | 106               | 62                | 14                |
| J. de Carvalho | 17                | 170               | 140               | 23                | 7                 |
| M. de Souza    | 26                | 249               | 131               | 109               | 10                |
| É. Lima        | 21                | 2                 | 0                 | 0                 | 2                 |
| K. Malachias   | 2                 | 1                 | 1                 | 0                 | 0                 |
| A.C. Medina    | 10                | 2                 | 2                 | 0                 | 0                 |
| R. Ratzke      | 25                | 85                | 38                | 25                | 22                |
| N. Rios        | 15                | 7                 | 5                 | 2                 | 0                 |
| A. Rodrigues   | 5                 | 0                 | 0                 | 0                 | 0                 |
| T. Santos      | 24                | 249               | 201               | 36                | 12                |
| K. Schossler   | 6                 | 1                 | 0                 | 1                 | 0                 |

P = presenze; PT = punti totali; AV = attacchi vincenti; MV = muri vincenti; BV = battute vincenti

NB: Non sono disponibili i dati relativi alla Coppa del Brasile e, di conseguenza, quelli totali.